# الملك اوزباس
أسباس ملك من ملوك مملكة أكسوم في أواخر القرن الرابع الميلادي، اشتهر في المقام الأول من خلال العملات المعدنية التي تم سكها في عهده.
تم العثور على عملات اوزباس تحت بقايا أكبر لوحة في مدينة أكسوم. هذا يشير إلى أن الشاهدة قد سقطت في وقت مبكر من عهده. ويفسر ستيوارت مونرو هاي أن هذه اللوحة بالذات كانت آخر لوحة تم نصبها ، وأنه "من المحتمل أن تكون قد فقدت حظوتها مع انتشار المسيحية ، وجلبت معها أفكارًا جديدة حول الدفن. 